# After All (canción)
«After All» es el primer sencillo del décimo noveno álbum de estudio de la cantante Cher, Heart of Stone (1989) en la que colabora Peter Cetera. La canción fue lanzada el 21 de febrero de 1989 a través de Geffen Records.

## Sobre la canción
El sencillo alcanzó su punto máximo en el número 6 en los Estados Unidos y Canadá. Sin embargo, logró ingresar a algunas cartas europeas, incluida Irlanda, donde alcanzó un máximo de 24, y al Reino Unido, donde llegó a 84.
«After All» también se convirtió en el primer éxito de Cher en la lista de Adult Contemporary en los Estados Unidos. Su número uno anterior fue en 1971 cuando Sonny & Cher «All I Ever Need Is You» pasó cinco semanas en la cima. Se ubicó en el puesto número 79 en los 100 sencillos de final de año de US Billboard de 1989. La canción encontró un gran éxito en Estados Unidos, pero nunca se hizo ningún video para promoverlo aún más. Fue certificada con el oro por la Oro para las ventas de 500 000 copias.
En noviembre de 2011, Billboard informó que las ventas digitales de «After All» fueron de 226 000 en los Estados Unidos, lo que suman 726 000 en total.

## Otras Versiones
Los cantantes filipinos Martín Nievera y Viña Morales interpretaron esta canción y su versión se usó como tema para la serie de telenovelas «Chances Are».

## Formatos
Descarga digital

| N.º | Título      | Duración |  |
| 1.  | «After All» |          |  |

Vinilo original

| N.º | Título            | Duración |  |
| 1.  | «After All»       |          |  |
| 2.  | «Dangerous Times» |          |  |
| 3.  | «I Found Someone» |          |  |
| 4.  | «Main Man»        |          |  |

Minivinilo

| N.º | Título      | Duración |  |
| 1.  | «After All» |          |  |

Sencillo en CD

| N.º | Título            | Duración |  |
| 1.  | «After All»       |          |  |
| 2.  | «I Found Someone» |          |  |
| 3.  | «Main Man»        |          |  |
| 4.  | «Dangerous Times» |          |  |

## Posicionamiento en listas
| País           | Lista Oficial         | Mejor posición |
| Europa         | Europa                | Europa         |
| -------------- | --------------------- | -------------- |
| Reino Unido    | UK Singles Chart      | 84             |
| Irlanda        | Ireland Charts (IRMA) | 24             |
| América        |                       |                |
| Estados Unidos | Billboard Hot 100     | 6              |
| Canadá         | Canadian Hot 100      | 6              |